# Pedopodisma chishuia
Pedopodisma chishuia är en insektsart som beskrevs av Zheng, Z. och F-m. Shi 2006. Pedopodisma chishuia ingår i släktet Pedopodisma och familjen gräshoppor. Inga underarter finns listade i Catalogue of Life.